# Ризманов, Мавлуд Бахтиярович
Мавлуд (Мавлюд) Бахтиярович Ризманов  (род. 13 марта 1999 год, Ростовская область) — российский борец классического стиля. Чемпион мира до 23 лет 2021. Призёр чемпионатов России. Мастер спорта международного класса.

## Спортивная карьера
Мавлуд начал свою карьеру с первенства России среди кадетов (до 17 лет) 2016, где он стал третьим в весе до 50 кг. В 2018 стал победителем турнира среди юниоров (до 20 лет) "Владимирская осень". Годом позже стал призёром первенства России среди юниоров в Иркутске. Весной 2021 года стал победителем чемпионата России до 23 лет, в весе до 55 кг, что позволило ему войти в состав сборной России для участия на чемпионате мира и Европы до 23 лет. На чемпионате Европы до 23 лет 2021 в Северной Македонии финишировал на третьем месте. В сентябре 2021 года стал победителем международного турнира памяти "Ион Корниану и Ладислав Симон" в Румынии. В ноябре 2021 года стал чемпионом мира среди борцов до 23 лет в Сербии, одолев в финале действующего чемпиона мира из Ирана Пойя Сулат Дад Марц. В начале 2022 на взрослом Чемпионате России 2022 выиграл бронзовую медаль. В апреле 2022 года стал так же бронзовым медалистом чемпионата России до 23 лет во Владивостоке. В мае 2022 года стал призёром первого турнира лиги Поддубного в Москве. В августе 2022 года стал третьим на Всероссийской Спартакиаде сильнейших в Казани. В конце 2022 года выиграл мемориал В.С. Самургашева в Ростове-на-Дону. В 2023 году добыл бронзовую медаль для Ростовской области на чемпионате России в Уфе (Башкортостан). В мае 2023 года стал третьим на мемориале Кутузова в Суздале. В начале 2024 года выиграл бронзовую медаль чемпионата страны в Наро-Фоминске.

## Спортивные достижения
- 2021 Чемпионат России среди борцов до 23 — ;
- 2021 Чемпионат Европы среди борцов до 23 — ;
- 2021 Чемпионат мира среди борцов до 23 — ;
- 2022 Чемпионат России — ;
- 2022 Чемпионат России среди борцов до 23 — ;
- 2022 Всероссийская спартакиада — ;
- 2022, 2023, 2024, 2025 Чемпионат России — ;

## Личная информация
Мавлуд является студентом Донского государственного технического университета.